# Francesco del Giocondo
Francesco del Giocondo, född 1460, död 1539, var en florentinsk sidenhandlare och politiker.
Enligt Giorgio Vasari föreställer Leonardo da Vincis målning Mona Lisa del Giocondos hustru. Hustrun hette Lisa och där av namnet Mona Lisa.